# Баракат, Аднан
Аднан Баракат (нидерл. Adnan Barakat; 3 сентября 1982, Амстердам) — нидерландский футболист марокканского происхождения, полузащитник.
С 5 января 2010 до конца 2011 года выступал за азербайджанский клуб «Баку». Ранее выступал в основном в Нидерландах. Последним клубом Аднана был «Ден Бос».
В «Баку» Баракат выступает под номером 11.